# Area of Outstanding Natural Beauty

Mappa delle AONB.

Una Area of Outstanding Natural Beauty o AONB (in italiano: Area di eccezionale bellezza naturalistica) è un'area rurale considerata di particolare rilievo paesaggistico e naturalistico in Inghilterra, Galles e Irlanda del Nord. Le AONB sono aree naturali protette che ricadono, a livello legislativo, sotto la medesima legge (il National Parks and Access to the Countryside Act 1949) che disciplina i parchi naturali britannici, ma prive, a differenza di questi ultimi, di un'autorità specifica preposta alla loro amministrazione. Dal 2023, le aree in Inghilterra e Galles adottano anche il nome di National Landscapes (in italiano: Paesaggi nazionali, in gallese Tirweddau Cenedlaethol).
Le AONB in Inghilterra sono istituite per conto del Governo del Regno Unito da Natural England, una istituzione pubblica di tipo non-departmental public body del governo inglese; quelle gallesi sono designate dal Natural Resources Wales che opera per conto dell'Assemblea Governativa Gallese (Welsh Assembly Government), mentre quelle irlandesi sono istituite dalla Northern Ireland Environment Agency, un'agenzia del Dipartimento dell'Ambiente dell'Assemblea Governativa dell'Irlanda del Nord (Northern Ireland Assembly).
Al 2025, esistono 46 aree protette di questo tipo: 33 in Inghilterra, 4 in Galles, 1 parzialmente compresa in Inghilterra e Galles, 8 in Irlanda del Nord. Le aree, nel complesso, coprono il 14% di Inghilterra, Galles e Irlanda del Nord.

## Elenco delle Area of Outstanding Natural Beauty
Dati aggiornati al 2025.

### Inghilterra
- Arnside and Silverdale
- Blackdown Hills
- Cannock Chase
- Chichester Harbour
- Chiltern Hills
- AONB Cornovaglia
  - Bodmin Moor
- Cotswolds
- Cranborne Chase and West Wiltshire Downs
- Dedham Vale
- Dorset AONB
- East Devon AONB
- Forest of Bowland
- High Weald
- Howardian Hills
- Isle of Wight AONB
- Isles of Scilly
- Kent Downs
- Lincolnshire Wolds
- Malvern Hills AONB
- Mendip Hills
- Nidderdale
- Norfolk Coast AONB
- North Devon AONB
- North Pennines
- Northumberland Coast
- North Wessex Downs
- Quantock Hills
- Shropshire Hills
- Solway Coast
- South Devon
- South Hampshire Coast
- Suffolk Coast and Heaths
- Surrey Hills
- Tamar Valley
- Wye Valley (parzialmente in Galles)

### Galles
- Anglesey
- Clwydian Range
- Gower Peninsula
- Llŷn Peninsula
- Wye Valley (parzialmente in Inghilterra)

### Irlanda del Nord
- Antrim Coast and Glens
- Causeway Coast
- Lagan Valley
- Mountains of Mourne
- North Derry
- Ring of Gullion
- Sperrins
- Strangford Lough and Lecale